# Burmoniscus acutitelson
Burmoniscus acutitelson is een pissebed uit de familie Philosciidae. De wetenschappelijke naam van de soort is voor het eerst geldig gepubliceerd in 1983 door Ferrara & Taiti.